# 約西皮夫卡 (布魯西利夫區)
50°23′18″N 29°30′24″E / 50.38833°N 29.50667°E
約西皮夫卡（烏克蘭語：Йосипівка）是烏克蘭北部的村莊，隸屬日托米爾州的日托米爾區。該村始建於1763年，面積1.27平方公里，海拔高度180米，2001年人口241，人口密度每平方公里189.91人。